# Хартфорд
Вижте пояснителната страница за други значения на Хартфорд.
Хартфорд, среща се много по-рядко и като Хартфърд (на английски: Hartford, произнася се Хартфърд), е град и столица на щата Кънектикът в САЩ. Хартфорд е с население от 124 775 жители (2010) и обща площ от 46,50 км² (18 мили²). Хартфорд понастоящем е третият по големина град в Кънектикът след Бриджпорт и Ню Хейвън.

## Личности
Родени в Хартфорд
- Джена Дюън (р. 1980), актриса
- Наталия Кели (р. 1994), австрийска певица
- Сюзан Колинс (р. 1962), писателка
- Самюъл Колт (1814–1862), оръжеен конструктор
- Ерик Ла Сал (р. 1964), актьор
- Стефани Майър (р. 1973), писателка
- Барбара Макклинтък (1902–1992), генетичка
- Стефани Макмеън (р. 1976), бизнесдама
- Дж. П. Морган (1837–1913), финансист и филантроп
- Шерууд Спринг (р. 1944), астронавт
- Уил Фрайдел (р. 1976), актьор
- Катрин Хепбърн (1907–2003), актриса
- Фредерик Едуин Чърч (1826–1900), художник

Починали в Хартфорд
- Хариет Бичър Стоу (1811–1896), писателка
- Чарлз Дъдли Уорнър (1829 – 1900), писател
- Уолъс Стивънс (1879–1955), поет
- Бенджамин Уорф (1897–1941), езиковед и антрополог

Други личности, свързани с Хартфорд
- Марк Твен (1835–1910), писател, живее в града през 1870-1891 г.

## Побратимени градове
- Бидгошч, Полша
- Солун, Гърция